# Mont Milondo
Le mont Milondo culmine à 1 020 mètres d'altitude dans le Sud-Est du Gabon. Il constitue le point culminant du massif du Chaillu, qui est frontalier avec la République du Congo.